# Can't Be Tamed (chanson)
Singles de Miley Cyrus
When I Look at You Who Owns My Heart
Pistes de Can't Be Tamed
Liberty Walk Can't Be Tamed
Can't be tamed est une chanson de Miley Cyrus, figurant sur l'album Can't Be Tamed, sorti en 2010.
Cette chanson signifie que Miley ne peut pas être domptée, changée, que c'est à elle et à elle seule de choisir son avenir et la façon dont elle est.
Le clip de cette chanson nous fait découvrir une Miley différente de la sage actrice d'Hannah Montana.

## Classement par pays
| Classement (2010)                       | Meilleure position |
| --------------------------------------- | ------------------ |
| Australie (ARIA)                        | 14                 |
| Autriche (Ö3 Austria Top 40)            | 21                 |
| Belgique (Flandre Ultratop 50 Singles)  | 39                 |
| Belgique (Wallonie Ultratop 50 Singles) | 40                 |
| Canada (Hot 100)                        | 6                  |
| Espagne (PROMUSICAE)                    | 14                 |
| France (SNEP)                           | 15                 |
| Norvège (VG-lista)                      | 15                 |
| Nouvelle-Zélande (RMNZ)                 | 5                  |
| Pays-Bas (Nederlandse Top 40)           | 82                 |
| Royaume-Uni (UK Singles Chart)          | 13                 |
| Suède (Sverigetopplistan)               | 42                 |
| Suisse (Schweizer Hitparade)            | 53                 |
| États-Unis (Hot 100)                    | 8                  |